# Iglesia de San Lorenzo (Sevilla)
La iglesia de San Lorenzo es un templo católico situado en el barrio del mismo nombre, en el centro histórico de la ciudad de Sevilla.
Arquitectónicamente constituye un templo de estilo gótico-mudéjar. Sería fundado durante el siglo XIII, aunque sus restos más antiguos datan del siglo XIV; posteriormente sería remodelado en los siglos XVIII y XIX.

## Historia
El templo fue construido en el siglo XIV, en estilo gótico-mudéjar, pero las posteriores reformas de los siglos XVIII y XIX alteraron bastante el estilo primitivo de la iglesia.
En su concepción inicial el templo contaba con las tres naves habituales de las iglesias de la época. No obstante, las reformas y ampliaciones a que fue sometida han dado como consecuencia transformaciones de gran entidad, entre las que destacan la ampliación de dos nuevas naves laterales hasta llegar a las cinco actuales y la creación de varias capillas, dando todo ello lugar a un templo de planta irregular.

## Descripción

### Exterior
Exteriormente se aprecia el proceso evolutivo del templo, ya que la iglesia presenta elementos arquitectónicos de muy distinta cronología y estilos. Así el cuerpo principal de la torre, organizada como torre-fachada y visible desde todos los ángulos, de planta rectangular y situada a los pies del templo, conserva el estilo mudéjar de su primera época, aunque muestra como remate un cuerpo de campanas añadido en 1757; mientras que las dos portadas laterales pertenecientes a las últimas naves añadidas muestran las líneas barrocas del momento de su creación, hacia el año 1625, según diseño del arquitecto Diego López Bueno.

### Interior
Se trata de un templo con cinco naves, separadas por pilares cuadrangulares que sostienen arcos apuntados sobre los que apoyan las cubiertas, en forma de artesa con tirantas en la nave central y de colgadizo en las laterales; con Capilla Mayor cuadrada y coro a los pies. Presenta bóveda de media naranja sobre pechinas sobre el presbiterio y sillería del coro barroca del siglo XVIII, obra de Juan Leonardo.

### Elementos decorativos
Destaca el retablo mayor, que se encuentra compuesto por banco, dos cuerpos y ático, la arquitectura y estructura del mismo fue contratado por Martínez Montañés en 1632 que inició las obras en 1632. El tabernáculo había sido realizada con anterioridad, en 1625, por Diego López Bueno. En 1638 se encontraban terminados los tres cuerpos del retablo. Posteriormente, por controversia sobre la tasación del trabajo, Montañés abandonó las obras que quedaron paralizadas.
En septiembre de 1645, asumió el encargo Felipe de Ribas, que trabajó en él durante tres años y que posteriormente cedió a su hermano Francisco Dionisio, a quienes corresponden la ejecución de las esculturas del crucificado, san Lorenzo y los ángeles, obra de los hermanos Felipe y Francisco Dionisio de Ribas, realizadas en 1652.
El Sagrario es obra de Diego López Bueno de 1625 y cuenta en el primer cuerpo con pinturas de Francisco Pacheco. A ambos lados del retablo mayor se encuentran pinturas realizadas por Juan de Uceda y Francisco Pimentel. La capilla de la Concepción se encuentra presidida por un retablo realizado por Francisco Pacheco en 1623.
En un retablo lateral junto a la capilla del Cristo de las Fatigas, se encuentra una imagen de San Lorenzo, atribuida a Martínez Montañés, que habría realizado como parte de su trabajo del altar mayor y que el profesor Hernández Díaz, data en 1639. La única constancia documental de la autoría sería el finiquito del contrato del citado retablo en el que se menciona de manera poco precisa que Montañés "tan solalmente del dicho retablo hizo ensamblado y talla".

## Hermandades y cofradías

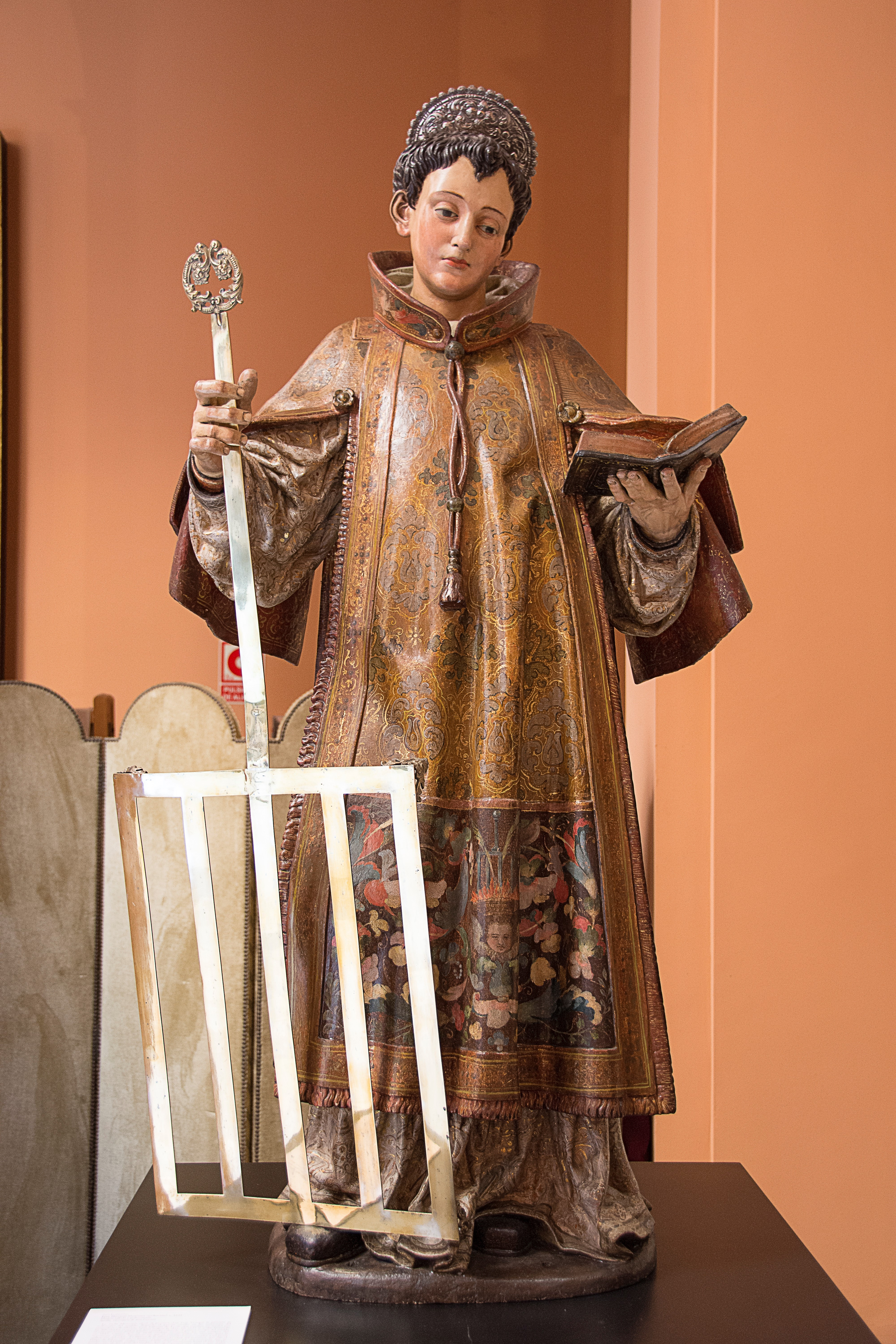
Talla de san Lorenzo, atribuida a Juan Martínez Montañés, que habría realizado como parte de su trabajo para el altar mayor.

Actualmente esta iglesia es la sede de las siguientes Hermandades:
- Archicofradía Sacramental de la Soledad: La capilla sacramental se encuentra en la cabecera de la nave de la epístola, y cuenta con un interesante retablito barroco presidido por una Inmaculada atribuida a Nicola Fumo y frescos de temas eucarísticos debidos a Domingo Martínez. La Capilla de la Soledad se encuentra en la nave del evangelio. Es de planta cuadrada y se cubre con bóveda octogonal sobre trompas en los ángulos. La hermandad se estableció en esta iglesia en 1868 y vino a ocupar la capilla de la Divina Pastora, venerada hoy en el cercano Convento de San Antonio, capilla que ya fue ampliada en 1738. Su retablo, muy sencillo, debió realizarse hacia 1732 cuando Francisco Sánchez, canónigo de Lima, dona la imagen de la Divina Pastora a la parroquia. También da culto a la Virgen de Rocamador, cuyo retablo está situado a los pies del templo, formado por un único cuerpo que enmarca la pintura mural de la Virgen, en el que destaca la azulejería de Alonso de Valladares de principios del siglo XVII, perteneciente a la familia de ceramistas de Hernando de Valladares.[2]

- El Dulce Nombre: La Capilla del Dulce Nombre se encuentra a los pies del templo, es de planta rectangular y cubierta por un artesonado de casetones y decorada por un zócalo de azulejos de 1895. Esta capilla estuvo anteriormente ocupada por la Hermandad del Gran Poder hasta el año 1965, momento en el que pasó a su Basílica propia, situada en la misma plaza de San Lorenzo. Destaca la escultura del Cristo del Mayor Dolor y cuatro ángeles realizados por Francisco Ruiz Gijón en 1680.

## Galería

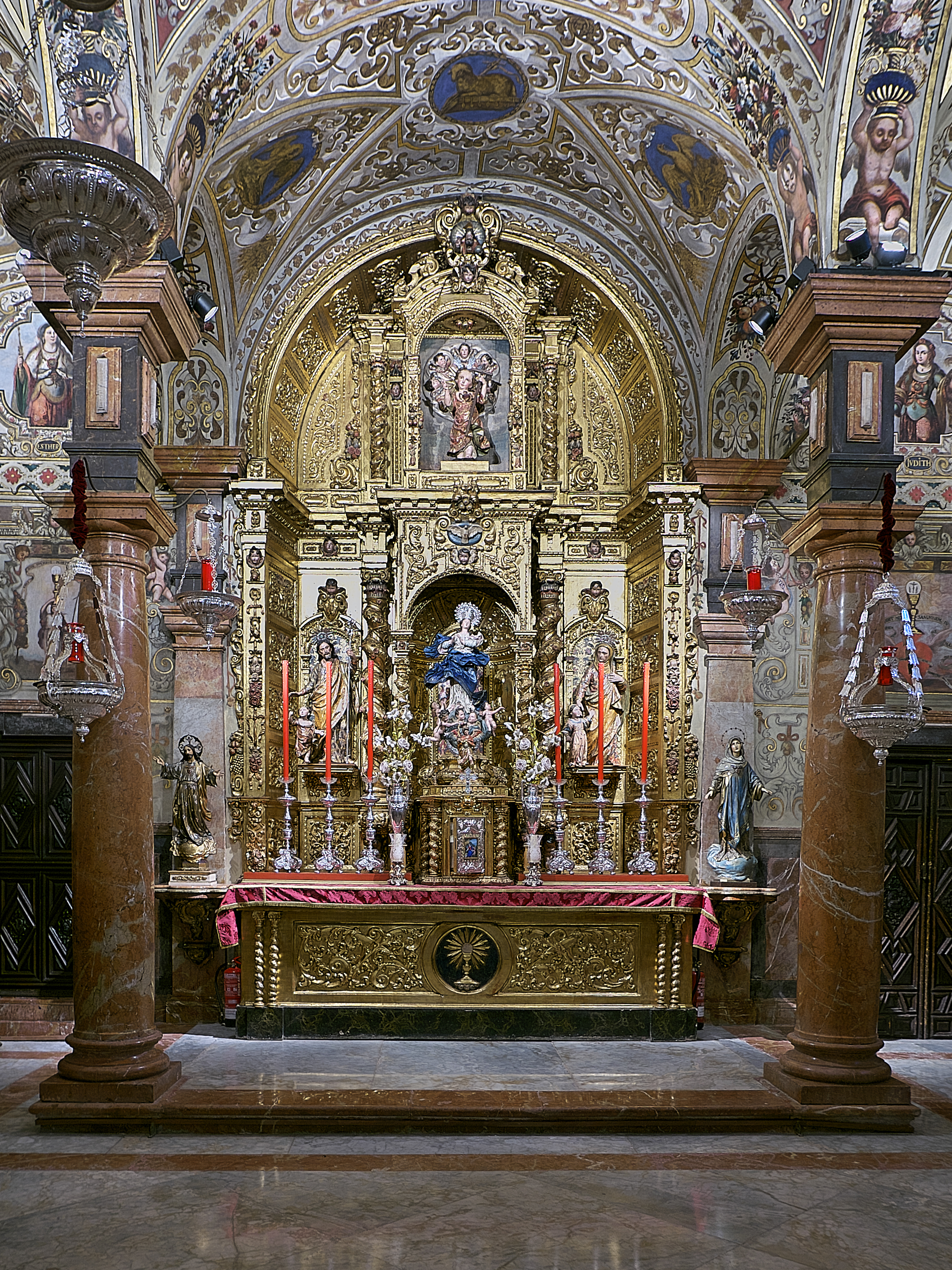
Retablo de la Capilla Sacramental, obra del cordobés Pedro Ruiz Paniagua (1703), actualmente, único de este autor en Sevilla.
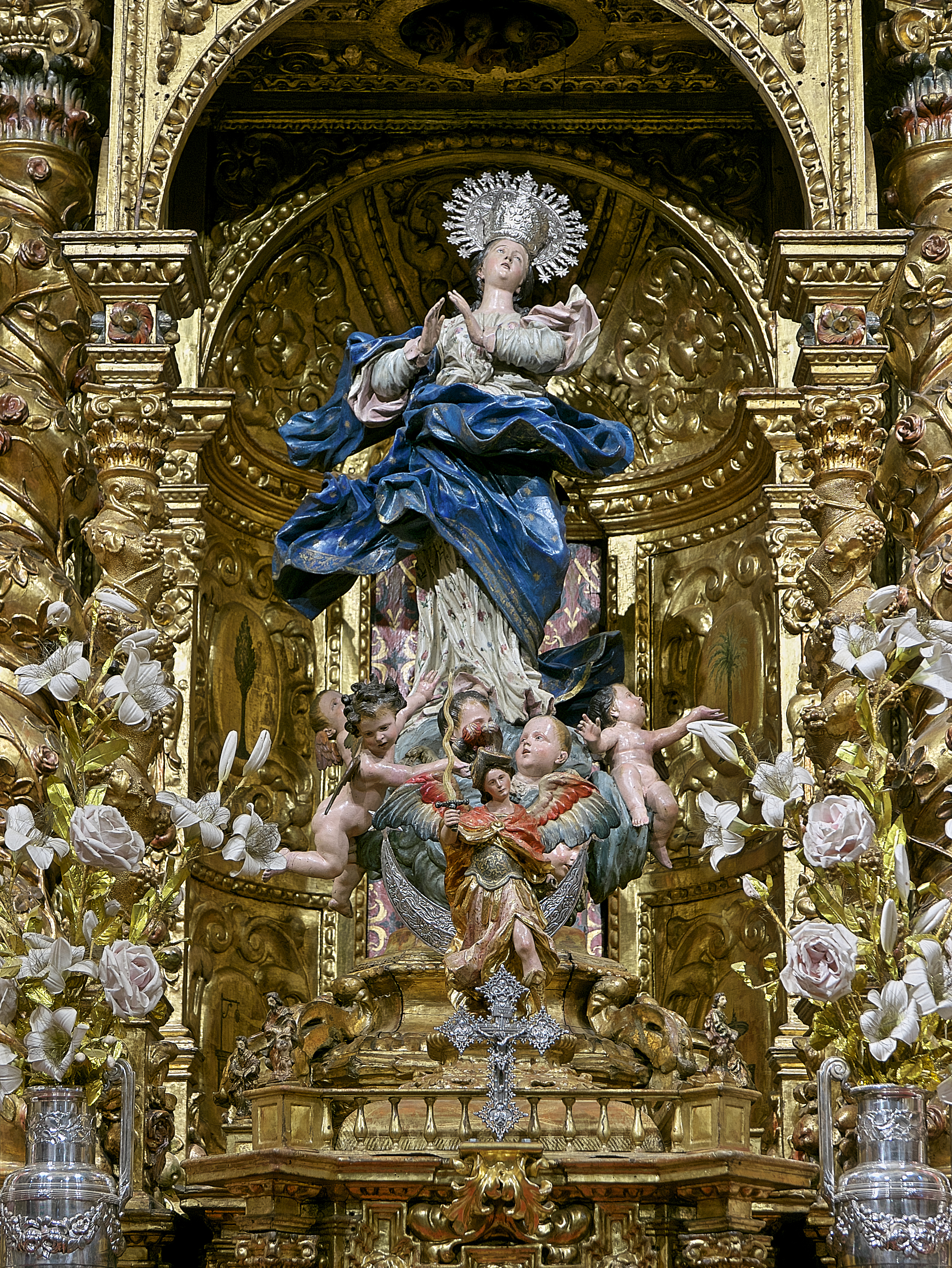
Inmaculada Concepción en el retablo de la Capilla Sacramental, con San Miguel Arcángel a sus pies. La imagen (ca. 1704) es atribuida a Nicola Fumo.
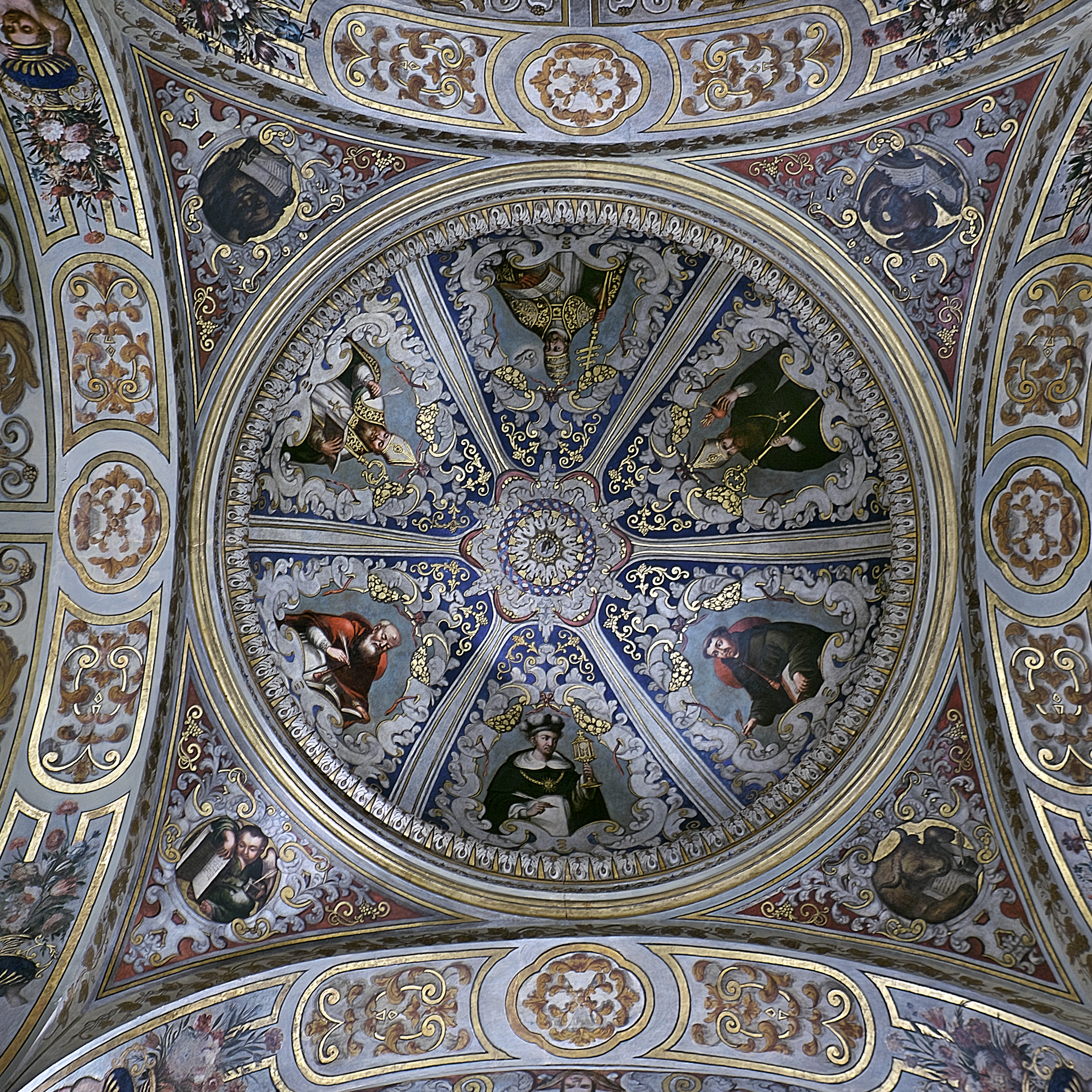
Bóveda de la Capilla Sacramental.
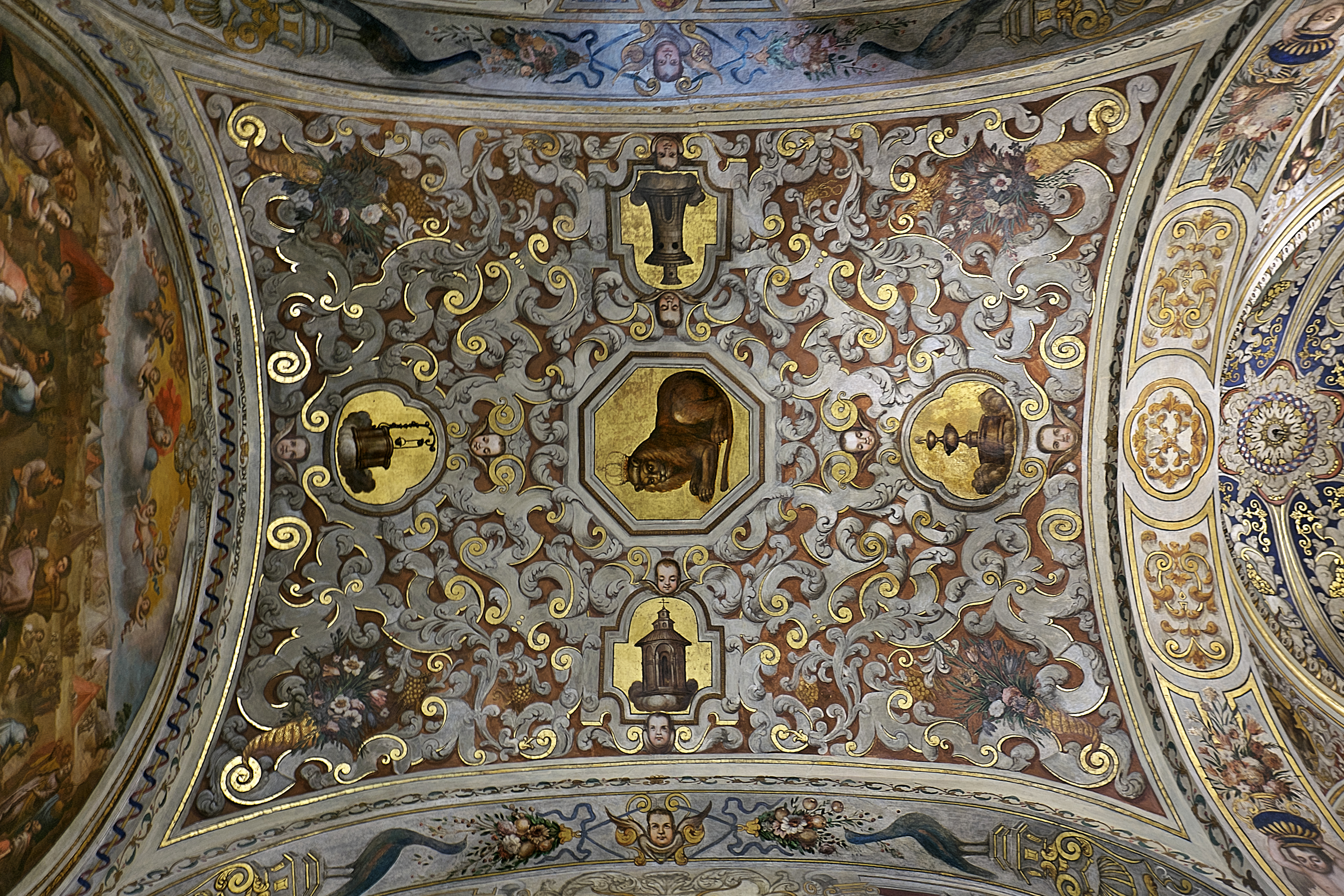
Pintura mural de una bóveda de la Capilla Sacramental de la Iglesia de San Lorenzo, en el centro el León de Judá. Domingo Martínez y Gregorio de Espinal (1707-1718).
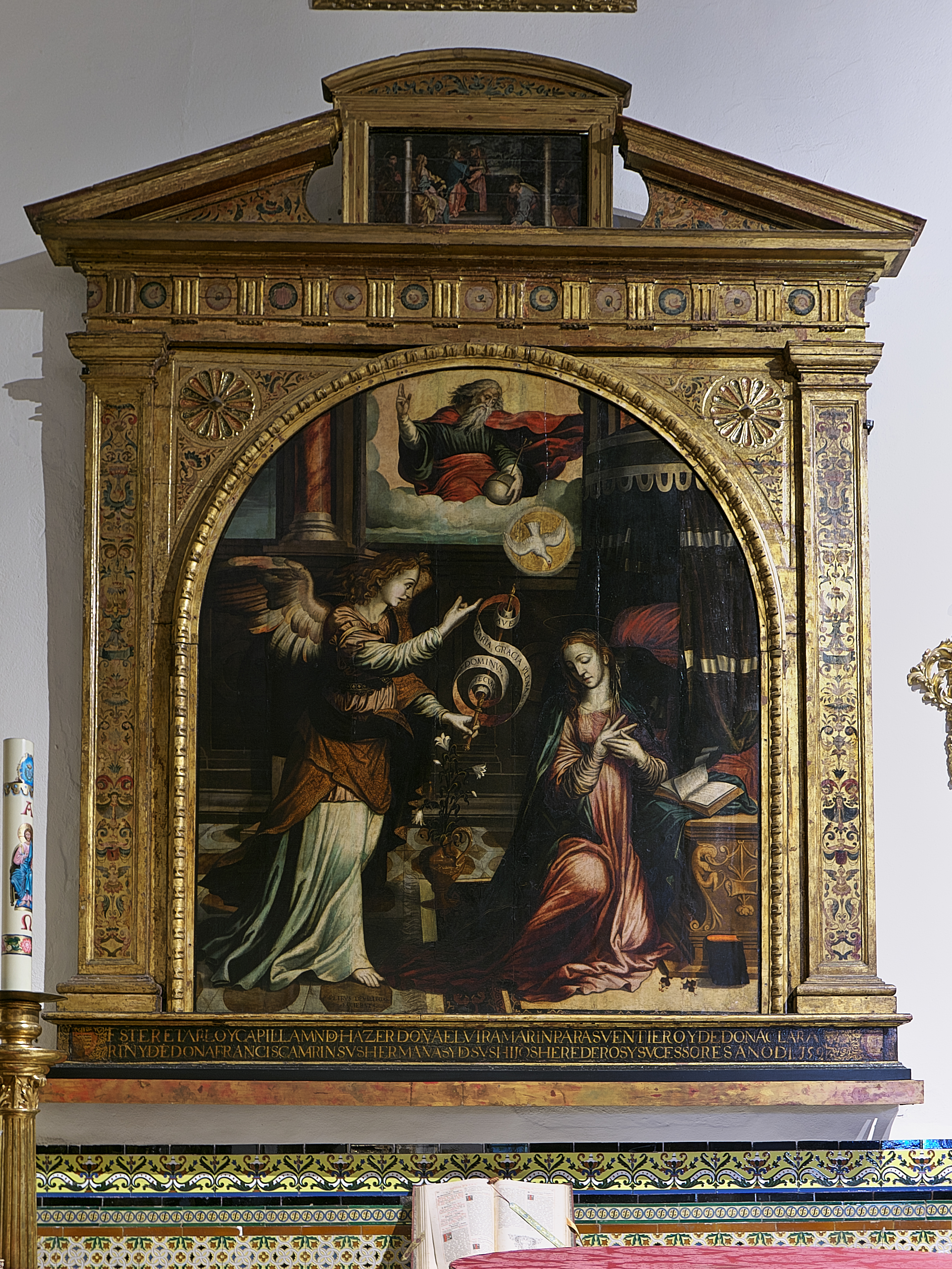
Pintura, óleo sobre tabla, de Pedro de Villegas Marmolejo (1593). En el año 1878 se restauró por Francisco Requena, afectada por ciertos cambios.
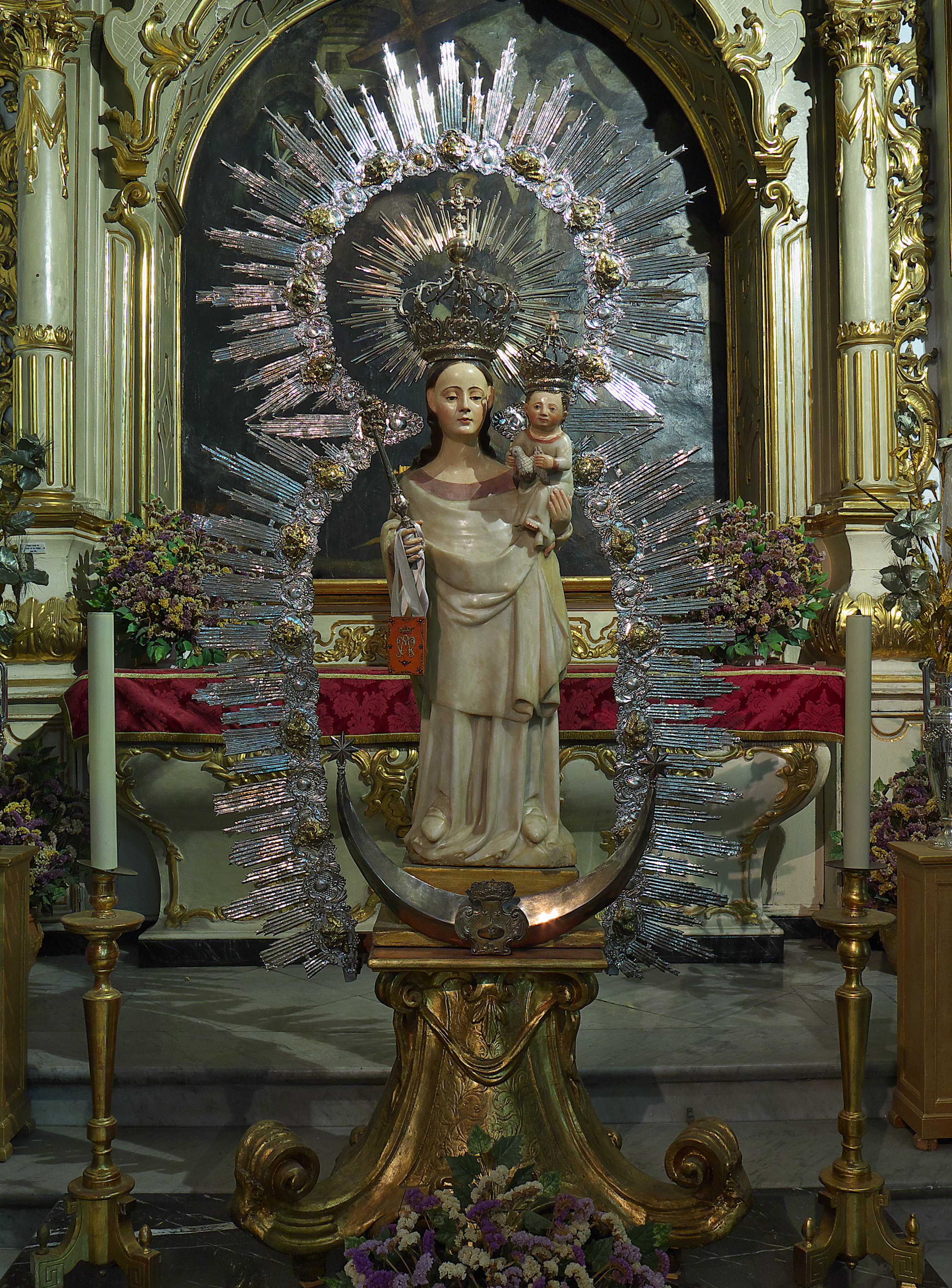
Imagen gótica de alabastro del siglo XIV de Nuestra Señora del Carmen.
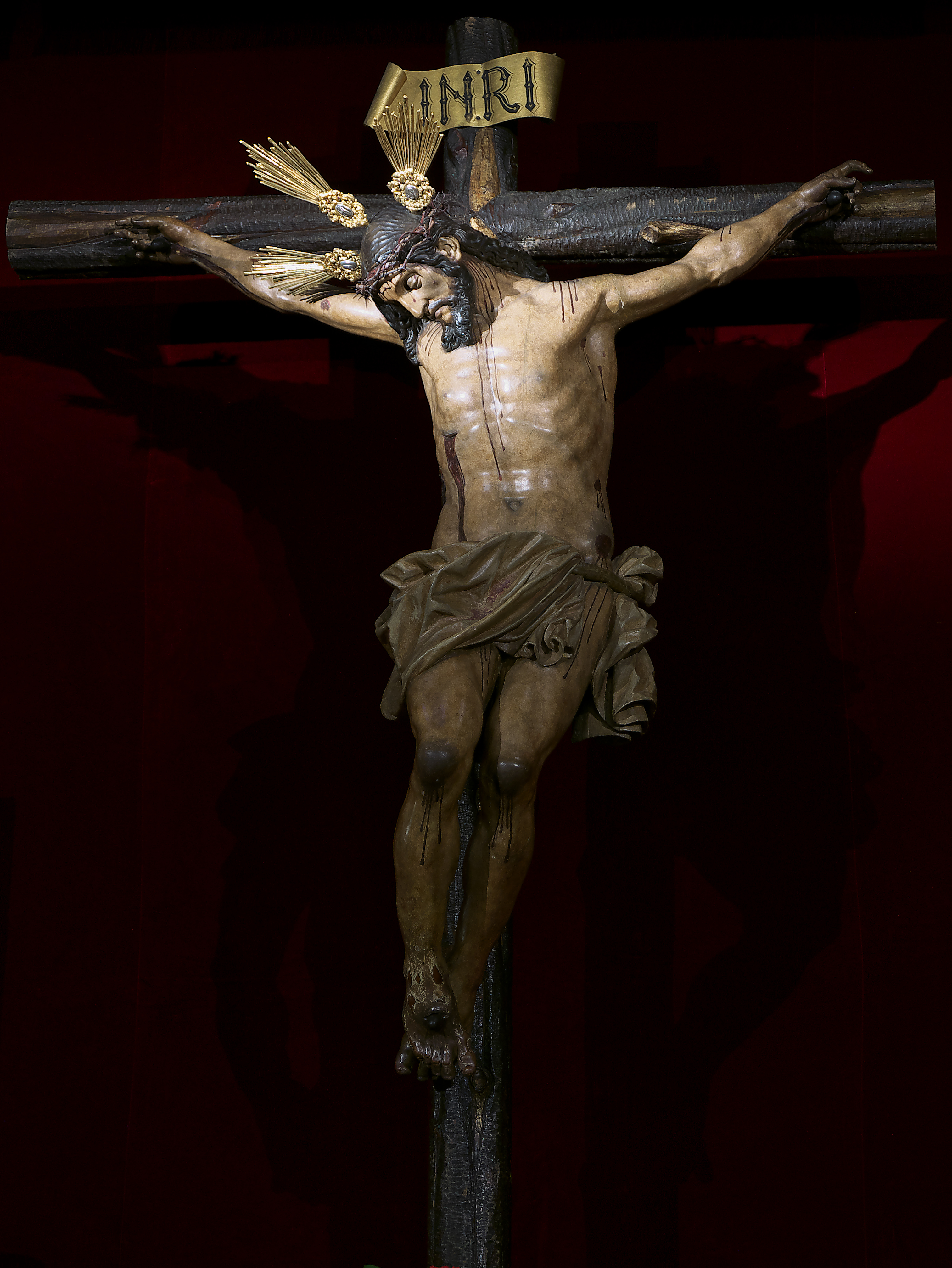
Cristo del Mayor Dolor, imagen titular de la Hermandad del Dulce Nombre, talla atribuida a Juan de Oviedo.
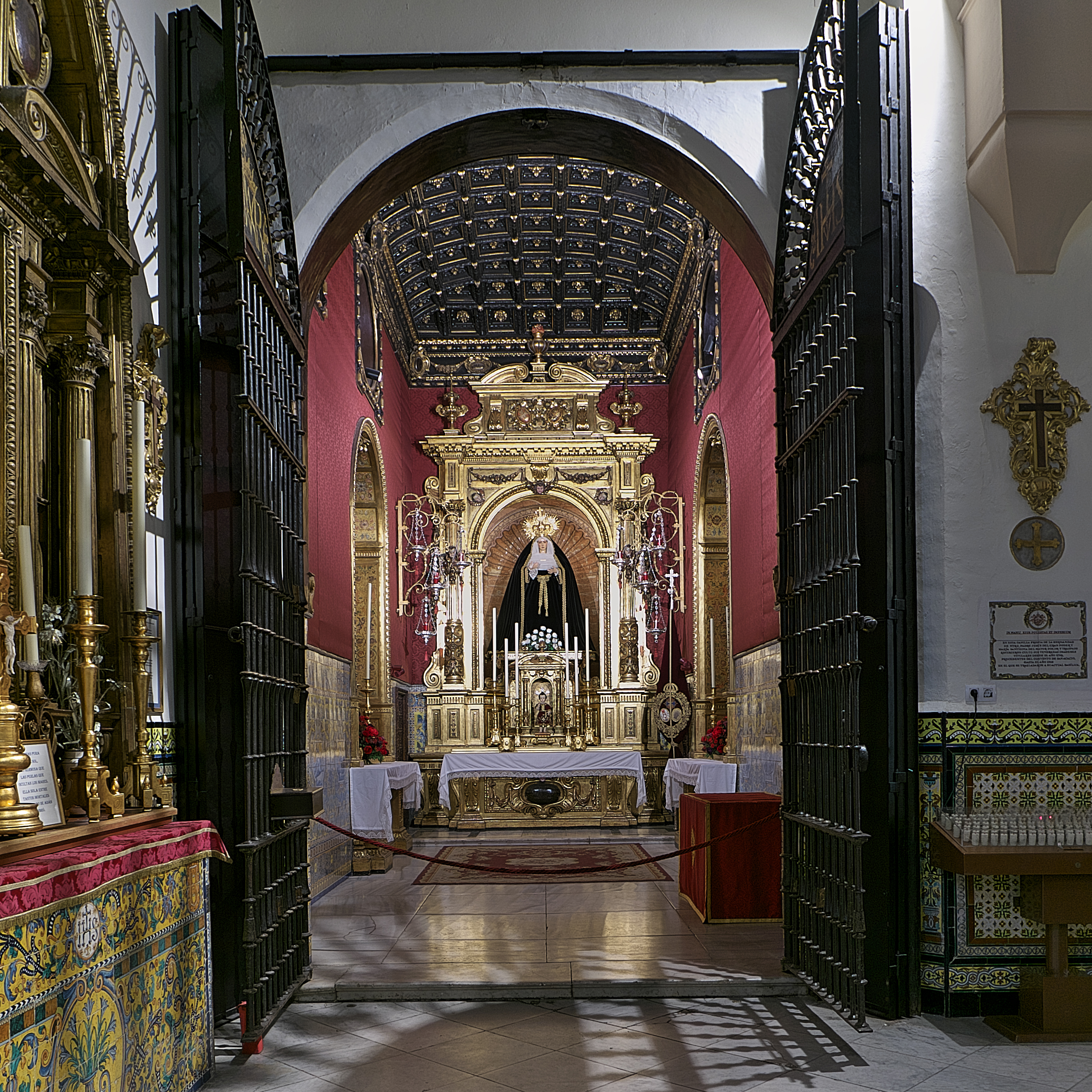
Capilla propiedad de la Hermandad del Gran Poder, donde residió hasta el año 1965. Actualmente, arrendada por la Hermandad del Dulce Nombre, Sevilla.
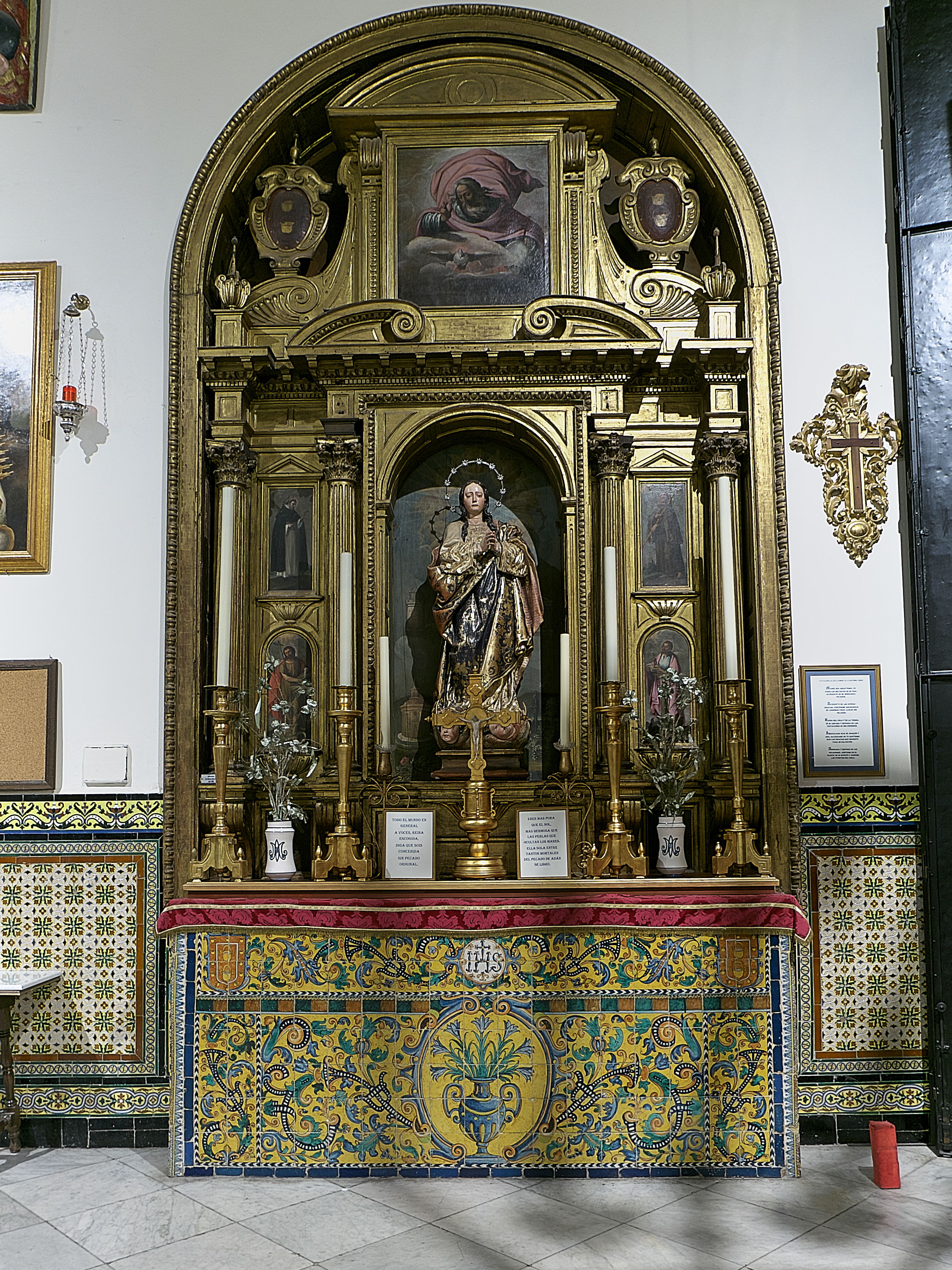
Promovido por Diego Herrera Arias e Inés Contreras, su mujer (1630). Retablo de Bartolomé de la Puerta, Jacinto Pimentel y Blas de Castilla Noel. Las pinturas y dorado son de Juan Sánchez de Castro. La imagen de la Inmaculada, tallada por Jacinto Pimentel.